# زمین‌شناسی منطقه آکلند

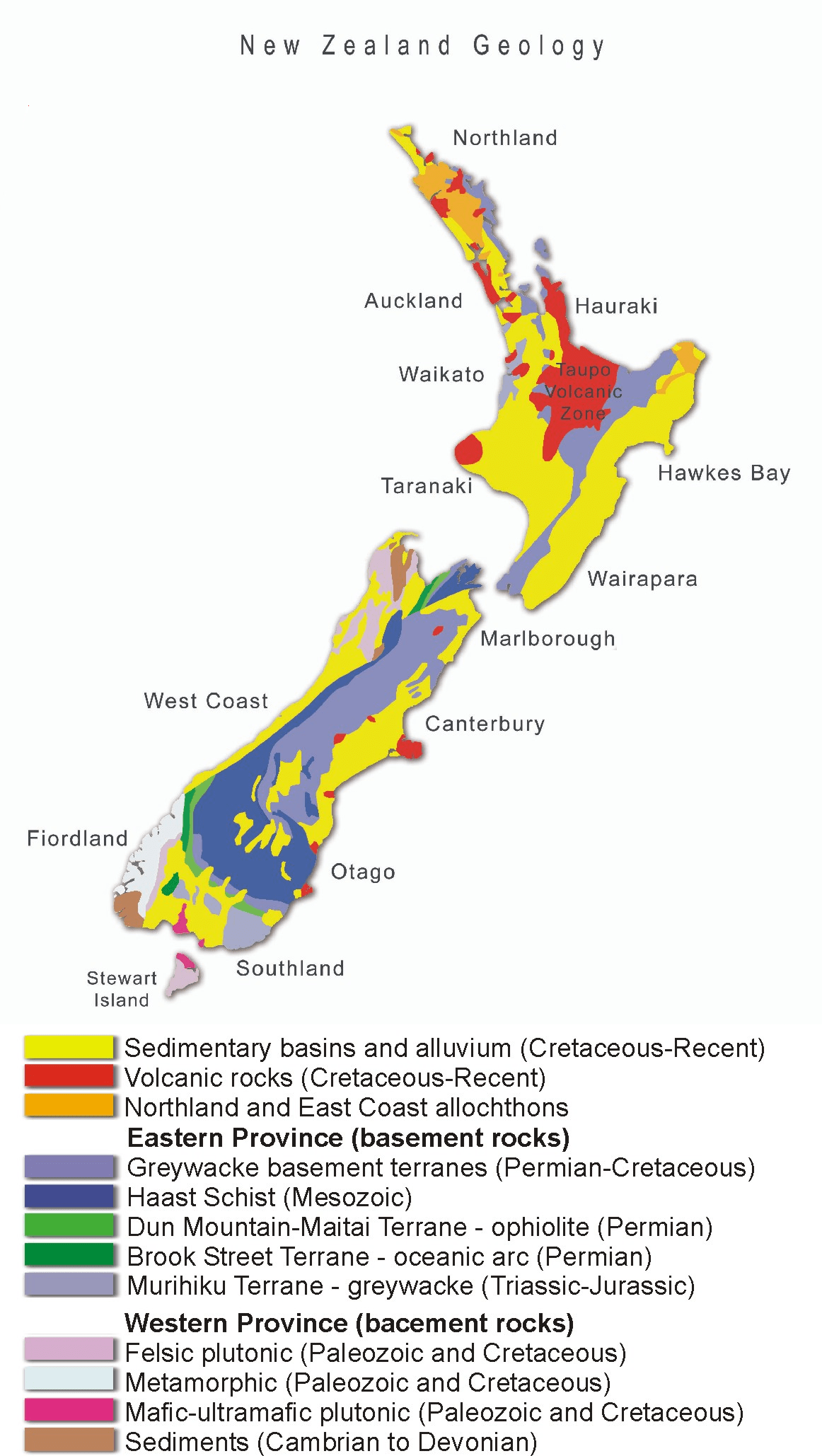
نقشه زمین‌شناسی نیوزیلند برای ارائه اطلاعات بیشتر

منطقه اوکلند نیوزیلند بر روی بستری از سنگ‌های خاکستری ساخته شده است که بسیاری از جزایر خلیج هوراکی، رشته‌کوه‌های هونوا و زمین‌های جنوب بندر وایکاتو را تشکیل می‌دهند. رشته‌کوه‌های ویتاکره در غرب، بقایای یک آتشفشان آندزیتی بزرگ هستند و جزیره گریت بریر در انتهای شمالی منطقه آتشفشانی کوروماندل تشکیل شده است. تنگه و ساحل شمالی اوکلند از ماسه‌سنگ و گل‌سنگ وایتماتا تشکیل شده‌اند و بخش‌هایی از آلوکتون نورث‌لند تا آلبانی در جنوب امتداد دارند. جزیره لیتل بریر توسط یک آتشفشان آندزیتی نسبتاً منزوی که حدود ۱ تا ۳ میلیون سال پیش فعال بوده، تشکیل شده است.
بندرهای مانوکائو و کایپارای جنوبی توسط رسوبات تپه‌های شنی اخیر شبه‌جزیره‌های آویتو و کایپارای جنوبی محافظت می‌شوند. فعالیت‌های آتشفشانی بازالتی اخیر، مخروط‌های آتشفشانی زیادی را در سراسر منطقه اوکلند ایجاد کرده است، از جمله آتشفشان نمادین و جوان جزیره رانگیتو.

## سنگ‌های زیرزمین
همانند بیشتر مناطق نیوزیلند، سنگ‌های زیرزمین منطقه اوکلند از گری‌وک (ماسه سنگ سخت، سیلتستون و گل سنگ) تشکیل شده‌اند.
گودال خاکستری موریهیکو در زیر منطقه اوکلند در سمت غربی قرار دارد و در جنوب رود وایکاتو رخنمون دارد. زمین موریهیکو به عنوان یک گوه برافزایشی از رسوبات قوس جلویی آتشفشانی در نظر گرفته می‌شود. این کوه در دوره تریاس پسین تا ژوراسیک پسین (۲۲۰ تا ۱۴۵ میلیون سال پیش) تشکیل شده است.
فرض بر این است که خطی از سنگ‌های زمینی کوه دان-مایتای در امتداد شمال-جنوب از مرکز منطقه اوکلند عبور می‌کند و زمین‌های زمینی موریهیکو و زمین‌های ترکیبی وایپاپا را از هم جدا می‌کند. وجود این زمین‌لرزه در عمق زمین از ناهنجاری مغناطیسی متمایز آن (ناهنجاری مغناطیسی اتصال) و زینولیت‌ها در میدان آتشفشانی اوکلند استنباط می‌شود. برخی از سنگ‌های موریهیکو در شرق قرار دارند و رشته‌کوه‌های تائوپیری و هاکاری‌ماتا را تشکیل می‌دهند، اما فرض بر این است که این سنگ‌ها به موقعیت فعلی خود جابجا شده‌اند.
در زیر منطقه اوکلند در ضلع شرقی، تا جنوب رشته‌های قرار دارد، و در رشته‌های، بسیاری از جزایر در خلیج هاوراکی (وایهکه، موتوتاپو، موتوئیه، تیریتیری ماتانگی، کاوائوهارو و غیره) رخ می‌دهد. گاهی اوقات شامل چرت و آرژیلیت نیز می‌شود. سنگ‌ها عموماً دانه‌ریز و بسیار دگرشکل هستند. این کوه در اواخر تریاس تا اواخر ژوراسیک (۲۲۰–۱۴۵ میلیون سال پیش) تشکیل شده است.
گریوکِ مورینسویل در زیر منطقه اوکلند در ضلع شرقی، جنوب رشته‌کوه‌های هونوا و در شرق، تا شبه‌جزیره کوروماندل قرار دارد. سنگ‌ها عموماً دانه‌درشت‌تر هستند و شامل ماسه‌سنگ‌های عظیم و کنگلومرا می‌باشند. این کوه در اواخر ژوراسیک تا اوایل کرتاسه (۱۶۰ تا ۱۲۰ میلیون سال پیش) تشکیل شده است.

## زغال سنگ و سنگ آهک
سنگ‌های گروه روی سنگ‌های پی سنگ قرار دارند و در نورث‌لند، اوکلند، وایکاتو و کینگ کانتری وجود دارند، اگرچه اغلب فرسایش یافته یا پوشیده شده‌اند. سنگ‌های حاوی زغال‌سنگ در اواخر ائوسن (۳۷–۳۴ میلیون سال پیش) از باتلاق‌ها تشکیل شده‌اند. زمین فرو نشست کرد و دریا پیشروی کرد و ماسه‌سنگ آهکی، گل‌سنگ و سنگ آهک در دوران الیگوسن (۳۴–۲۴ میلیون سال پیش) رسوب کردند.
ذخایر زغال سنگ در نزدیکی هانتلی و ماراماروا، جایی که استخراج می‌شوند، رخنمون دارند.
صخره‌های آهکی برجسته در منطقه جنوب و غرب رودخانه وایکاتو واقع شده‌اند.

## نورث‌لند آلوکتون
در اوایل دوران میوسن (۲۴ تا ۲۱ میلیون سال پیش)، مجموعه‌ای از صفحات راندگی بر فراز نورث‌لند جای گرفتند و تا جنوب، تا بندر کایپارا و مناطق آلبانی امتداد یافتند. سنگ‌ها از شمال شرقی آمده بودند و به ترتیب معکوس، اما در جهت درست بالا، قرار گرفته بودند. سنگ‌های اولیه متعلق به کرتاسه تا الیگوسن (۹۰ تا ۲۵ میلیون سال پیش) هستند و شامل گل‌سنگ، سنگ آهک و گدازه بازالت می‌شوند. این سنگ‌ها در اطراف سیلوردیل، وارک‌ورث و ولزفورد رخنمون دارند و تا آلبانی در جنوب می‌رسند.

## آتشفشان ساحل غربی
یک کمان آتشفشانی در غرب سرزمین فعلی در نورث‌لند در دوران میوسن (۲۳ میلیون سال پیش) فعال شد و به تدریج به سمت جنوب تا تاراناکی حرکت کرد. این آتشفشان‌های چینه‌ای عمدتاً آندزیتی تولید کردند. آتشفشان‌ها در جایی که اکنون دریا در غرب منطقه اوکلند است، نزدیک بندر کایپارا و رشته‌کوه‌های ویتاکره (۲۲–۱۶ میلیون سال پیش) و وایکاتو هدز (۱۴–۸ میلیون سال پیش) تولید شدند.
آتشفشان ویتاکره عمدتاً فرسایش یافته است، اما کنگلومرای حاصل از آتشفشان، رشته‌کوه‌های ویتاکره را تشکیل داده است. رشته‌کوه‌های ویتاکره همچنین شامل بسیاری از آب‌بندها، درپوش‌های آتشفشانی و غیره است که بخشی از این آتشفشان را تشکیل داده‌اند.

## ماسه سنگ وایتماتا
در حالی که فعالیت آتشفشانی در غرب رخ می‌داد، یک حوضه به سرعت در حال عمیق‌تر شدن، در شرق، در منطقه اوکلند، توسعه یافت.
این آتشفشان‌های میوسن پیشین، به همراه آلوکتون نورث‌لند، بیشتر موادی را که ماسه‌سنگ‌ها و گل‌سنگ‌های وایتماتا را در حوضه وایتماتا تشکیل می‌دهند، فرسایش داده و رسوب داده‌اند. ماسه‌سنگ‌ها و گل‌سنگ‌های وایتماتا صخره‌های اطراف بندر وایتماتا و خلیج‌های ساحل شرقی را تشکیل می‌دهند و در شمال تا دماغه رادنی امتداد می‌یابند و رخنمون‌هایی در جنوب تا مرسر و میراندا دارند. لاهارها، شن پارنل درشت‌تری تولید کردند که در بسیاری از دماغه‌های اطراف خلیج‌های ساحل شرقی یافت می‌شود. سواحل سنگریزه ای گری وک را می‌توان دید که لایه ای را در صخره‌های ماسه سنگی وایتماتا در جزیره موتوتاپو تشکیل می‌شد.

## برای مطالعهٔ بیشتر
- گراهام، ایان جی. و همکاران. قاره‌ای در حال حرکت علوم زمین نیوزیلند در قرن بیست و یکم - انجمن زمین‌شناسی نیوزیلند با همکاری GNS Science، ۲۰۰۸.شابک ‎۹۷۸−۱−۸۷۷۴۸۰−۰۰−۳شابک ۹۷۸-۱-۸۷۷۴۸۰-۰۰-۳
- گدازه و چینه‌ها: راهنمایی برای آتشفشان‌ها و سازندهای سنگی اوکلند - هومر، لوید؛ مور، فیل و کرمود، لس؛ انتشارات چشم‌انداز و مؤسسه علوم زمین‌شناسی و هسته‌ای، ۲۰۰۰.شابک ‎۰−۹۰۸۸۰۰−۰۲−۹شابک ۰-۹۰۸۸۰۰-۰۲-۹
- آتشفشان‌های در حال ناپدید شدن: راهنمایی برای عوارض زمینی و سازندهای سنگی شبه جزیره کوروماندل - هومر، لوید؛ مور، فیل؛ انتشارات چشم‌انداز و مؤسسه علوم زمین‌شناسی و هسته‌ای، ۱۹۹۲.شابک ‎۰−۹۰۸۸۰۰−۰۱−۰شابک ۰-۹۰۸۸۰۰-۰۱-۰
- شهر آتشفشان‌ها: زمین‌شناسی اوکلند، ای.جی. سرل، آر.دی. مای هیل، لانگمن پاول، ۱۹۸۱.شابک ‎۰−۵۸۲−۷۱۷۸۴−۱شابک 0-582-71784-1 ‏. (این شماره تلفن همراه نباید بیش از یک بار استفاده شود)
- گذری بر گذشته زمین‌شناسی اوکلند: راهنمای سازندهای زمین‌شناسی جزایر رانگیتوتو، موتوتاپو و موتویه، پیتر اف. بالانس و ایان ای.ام. اسمیت، کتاب راهنمای انجمن زمین‌شناسی نیوزیلند، شماره ۵.
- اطلاعات GNS در مورد آتشفشان‌های نیوزیلند، از جمله میدان آتشفشانی اوکلند
- اطلاعات موزه اوکلند در مورد آتشفشان‌های نیوزیلند، از جمله میدان آتشفشانی اوکلند
- اطلاعات شورای منطقه‌ای اوکلند در مورد میدان آتشفشانی اوکلند، بایگانی‌شده  در ۲۰۱۰-۰۵-۱۴ توسط Wayback Machine
- عصر آتشفشان‌های حوزه آتشفشانی اوکلند، نوشته گراهام لئونارد، اندی کالورت، فیل شین، جان لیندسی، پل آگوستینوس، ایان اسمیت، مایکل روزنبرگ